# 圣查尔斯之战
圣查尔斯之战（英語：Battle of St. Charles）是1862年6月17日在美利堅聯盟國阿肯色州圣查尔斯爆发的南北战争战斗。联邦军少将塞缪尔·瑞恩·柯蒂斯1862年初挥师攻向阿肯色州小岩城，因缺乏补给在贝茨维尔地区停滞不前。军方高层决定从田纳西州孟菲斯出动海军，沿怀特河逆流而上，向柯蒂斯所部运送补给。阿肯色州联盟军司令托马斯·辛德曼少将在圣查尔斯附近修筑防御工事阻挡联邦军行动。两个炮兵阵地严阵以待，还凿沉莫尔帕号侧轮汽船等三艘舰船阻塞河道。
联邦军舰船6月17日挺进联盟军阵地。印第安纳州第46步兵团登岸进攻防御工事，铁甲舰与木甲舰各两艘从水路攻击。战斗期间，联盟军以实心弹命中联邦军蒙德城号铁甲舰，击穿锅炉汽包，滚烫的蒸汽立即外泄，舰上约175人仅25人安然无恙，其他非死即伤，堪称南北战争最致命的一炮。第46步兵团攻占联盟军阵地，但因河流水位太低无法将补给送到柯蒂斯所部位置，柯蒂斯最后率军切断补给线进军菲利普斯县海伦娜。圣查尔斯之战部分战场入选國家史蹟名錄，得名“圣查尔斯战场”。

## 背景

### 内战早期的阿肯色州
1860年亚伯拉罕·林肯当选美国总统，美國南部众多州份扯旗造反。阿肯色州1861年2月18日举办全州选举，选出代表召开大会表决是否脱离联邦，起初反对者占多数，奴隶制是大会关键议题。3月4日林肯宣誓就职，阿肯色州代表当天开会但未达共识，随后休会至21日。4月12日联盟军炮轰位于分裂州的萨姆特堡，迫使守御要塞的联邦军投降，南方声势大振，政治舆论倾向分裂。5月6日阿肯色州重新召开大会，投票决定当天就脱离联邦，随后加入美利堅聯盟國。
联盟军厄尔·范多恩（Earl Van Dorn）少将1861年在密蘇里州频繁活动，1862年3月初用斯特林·普莱斯（Sterling Price）少将率领的密苏里州卫队（Missouri State Guard）和本杰明·麦卡洛赫（Benjamin McCulloch）准将所部联盟军组建西部軍團。范多恩领军北上迎战塞缪尔·瑞恩·柯蒂斯少将率领的联邦军，在3月7至8日的豌豆岭战役败北。范多恩所部在四月结束前全部撤到密西西比河以东，基本带走阿肯色州所有兵力和补给，联盟在泛密西西比军区（Trans-Mississippi Department）实力减弱。
战斗结束后柯蒂斯返回密苏里州，随后率军东进至豪厄尔县西普莱恩斯（West Plains）后南下，4月29日再度进入阿肯色州并前往贝茨维尔，5月2日抵达。大军分头行动，弗雷德里克·斯蒂尔（Frederick Steele）准将带领的纵队5月4日赶到贝茨维尔附近、位于怀特河畔的杰克逊波特。两军汇合后开始逼近州首府小岩城。阿肯色州联盟政府撤往温泉城，柯蒂斯所部在贝茨维尔附近跨过怀特河。5月19日小股联邦军跨过小红河（Little Red River）搜寻粮草，但在瑟西附近被联盟军骑兵偷袭，部分军人投降时被杀，连伤员也没放过。柯蒂斯次日得知补给线即将中断，认为必须解決补给问题才能继续进军。5月27日跨越小红河的小型攻势以胜利告终，但柯蒂斯所部仍因补给不足从小红河与怀特河对岸撤回。6月4日他派信使赶往密苏里州圣路易向领导层求援，如无增援只能继续后撤。
柯蒂斯所部在阿肯色州道路质量很差的地区，很难从陆路运送物资。亨利·韦杰·哈勒克少将听到前线汇报后指示海军将官查尔斯·亨利·戴维斯（Charles Henry Davis）出动区舰队，沿怀特河赶赴杰克逊波特向柯蒂斯提供补给。哈勒克还通过战争部长埃德温·斯坦顿把消息告知海军部长基梯恩·威尔士，威尔士以电报命令戴维斯沿怀特河前去支援柯蒂斯。戴维斯6月12日接到电报并马上开始准备行动，要求撞角舰队（Ram Fleet）司令查尔斯·埃莱特上校（Charles R. Ellet）出动部分撞角船，与戴维斯的西区舰队并肩战斗。埃莱特同意出动，但要求撞角舰队和西区舰队不相统属，戴维斯不同意。不到一周前，埃莱特之父小查尔斯（Charles Ellet Jr.）6月6日率撞角舰队与戴维斯的区舰队合力在孟菲斯海战击败联盟海军，攻占田纳西州孟菲斯。从此密西西比河最北面的联盟据点只剩维克斯堡，上游位于肯塔基州哥伦布、十号岛（Island Number Ten）的据点均落入联邦军之手。密西西比河上游沿岸基本没有南军炮艇，大多躲藏起来。

### 基蒂沿怀特河逆流而上
戴维斯所部含蒙德城号（USS Mound City）与圣路易号铁甲舰（USS St. Louis）、列克星敦号木甲舰、喷火号拖船，由奥古斯都·基蒂海军中校指挥，6月13日从孟菲斯出发。6月14日白云号汽船抵达孟菲斯，用于装运柯蒂斯的补给。戴维斯得知联盟军用沉入水中的木筏阻挡怀特河航运，必须清理。预计联盟军会占据河岸沿线狙击，格雷厄姆·菲奇上校带领印第安纳州第46步兵团近千人乘新民族号前往提供陆上支援。
6月15日早上，康尼斯托加号木甲舰、新民族号、白云号、雅各布·穆塞尔曼号汽船离开孟菲斯准备与基蒂所部汇合。喷火号此时押送俘虏的联盟军汽船顺流而下，恶毒号拖船取而代之。两队舰船6月16日会师，基蒂当天逼近圣查尔斯。距敌军阵地不足13公里时联邦军派出水陆各一支侦察队，其中水路乘恶毒号拖船。他们发现两个联盟军炮台和海陆军部队，但无法确定兵力。菲奇与基蒂决定次日早上进攻。

### 联盟军战斗准备
托马斯·辛德曼少将取代范多恩统领阿肯色州联盟军，范多恩已带走大量人马，辛德曼宣布戒严并授意打游击战，从无到有地组建军队。柯蒂斯停止进军后，辛德曼预计联邦海军会从怀特河或阿肯色河逆流而上。6月3日他派出考察队调查能否堵塞河流，阿肯色河水位下降后重点关注怀特河。联盟军选中圣查尔斯附近悬崖修筑炮台并在河里堆放障碍。威廉姆斯上尉受命带100人去建炮台。联盟军把顺流而下的原木打入河底充当障碍，悬崖上建起炮台。6月8日，联盟军拆下庞恰特雷恩号炮艇两门32磅线膛炮并装上主炮台，两门小岩城运来的76毫米帕洛特炮装在370米外小阵地。庞恰特雷恩号炮艇拆下的线膛炮位于河流弯道上方23米悬崖，此处也是联盟军指挥位。此处开火射程极佳，也有草丛树木遮挡。莫尔帕号炮艇6月14日抵达圣查尔斯，辛德曼两天后获悉基蒂所部动向。河流阻塞工作尚未完成，没有其他兵力可调往支援圣查尔斯阵地，庞恰特雷恩号艇长约翰·邓宁顿海军上尉率全体官兵共35人或自愿或受命协助防守，6月16日18点抵达。
6月16日晚，威廉姆斯通知辛德曼联邦军抵达，阻碍工程仍未完工，辛德曼下令把圣查尔斯两艘民用汽船凿沉阻塞河道。莫尔帕号面对联邦军铁甲舰根本不是对手，艇长约瑟夫·弗莱海军上校下令凿沉炮艇，艇上的12磅榴弹炮、黄铜制线膛炮、第三门火炮拆作他用。莫尔帕号的黄铜制线膛炮连同阿肯色州第29步兵团威廉姆斯所部34人支援76毫米帕洛特炮所在下方阵地，第29步兵团其他人员没有武器，只能返回小岩城。邦联军水兵大多配备单发手枪，陆战作用有限。联盟军此役共投入七门火炮和114名人手。

## 战斗

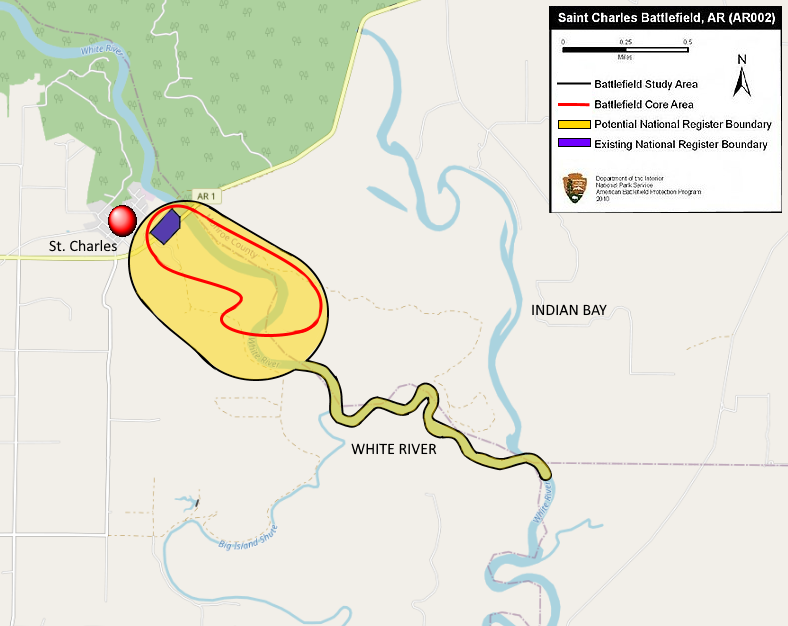
1862年圣查尔斯之战地图，红色线条圈起主战场，紫色部分入选國家史蹟名錄，黄色区域可能符合国家史迹名录入选资格

联盟军6月17日拂晓前便部署防御。邓宁顿所部在悬崖上的主炮台负责两门32磅炮，莫尔帕号官兵驻守配有三门火炮的下方阵地。威廉姆斯指挥步兵朝下游进发狙击敌军，并以莫尔帕号拆下的12磅榴弹炮支援。弗莱是总指挥。早上六点左右，基蒂所部又开始逆流而上，蒙德城号带头，圣路易号、列克星敦号、康尼斯托加号跟进，没有武器的其他船只留在后方。联盟军在距圣查尔斯不到四公里的河岸出现，在蒙德城号开火后散开，印第安纳州步兵从雅各布·穆塞尔曼号和新民族号上岸。史料对开火的确切时间说法不一。史学家埃德·比尔斯称7点36分，马克·哈布斯称九点正，邓宁顿称八点半。康尼斯托加号与列克星敦号随后开火。菲奇的兵力上岸后以两个连分开形成散兵线，朝联盟军阵地挺进。联邦军计划水陆两军齐头并进。
蒙德城号持续推进，下方的邦联阵地在敌舰开到很近时才开火，但仍然没有效果。基蒂不知道敌方大炮在什么位置，命令铁甲舰前进，两艘木甲舰在后待命。两艘铁甲舰与联盟军下方阵地火炮对射15分钟，蒙德城号随后继续推进。邓宁顿在蒙德城号距离很近时开炮，第一发炮弹没有造成损伤。10点03分，菲奇所部准备攻入下方联盟军阵地，就在此时邓宁顿所在位置发射的第三枚实心弹命中蒙德城号。炮弹命中铁甲舰炮口附近炮廓并打穿装甲，四名水兵有三人当场死亡。炮弹接下来打穿连接发动机提供高压蒸汽但保护不足的锅炉汽包，炽热的蒸汽外泄，大量船员烫伤，不在逃生口附近的人员大多死亡。蒙德城号约有175人，死亡人数高达105或125，另有25或44人受伤，仅25或26人安然逃生，堪称南北战争最致命的一炮。

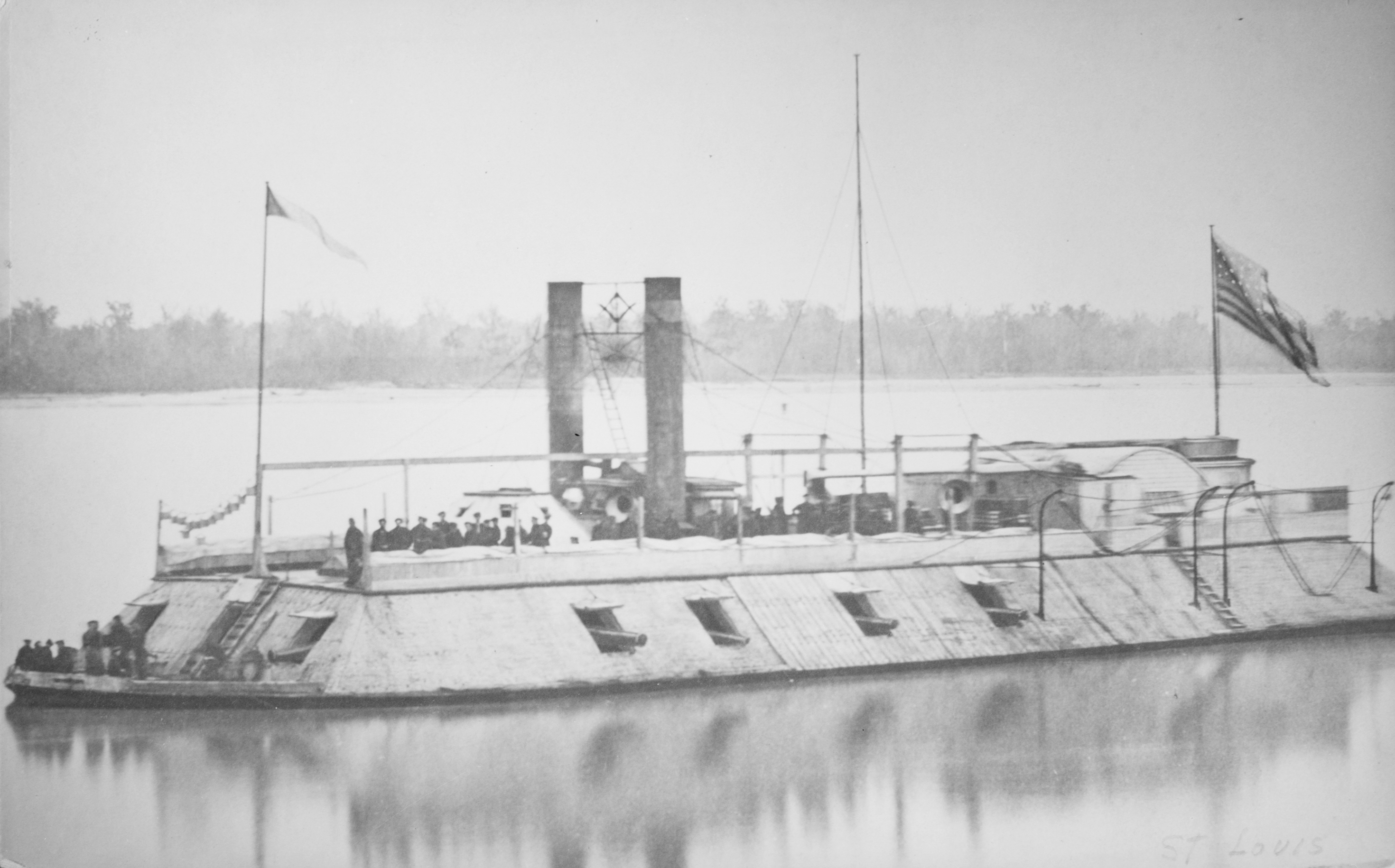
圣路易号铁甲舰

蒸汽迅速涌出，甲板上四处可见严重烧伤人员，蒙德城号顺水飘流，在下方阵地火炮附近河岸搁浅。弗莱要求舰上联邦水兵投降，被拒后命令部下对河里拼命游向岸边的水兵开枪，打死众多伤员。蒙德城号报销之际，圣路易号与邓宁顿的大炮交手，直到菲奇发信号要求舰船停火。联邦军步兵即将攻打联盟军防御工事，菲奇不希望发生友军误伤。菲奇所部爬上悬崖，进入有利位置包抄敌方守军。威廉姆斯命令下属占领查尔斯·贝尔纳普大宅防守，但不敌联邦军。弗莱得知上述情况后把金属钉打进下方阵地火炮的点火孔，这样火炮短时间内无法再开火，然后下令放弃阵地。战局经过短时间战斗便已明朗，联盟军如不马上撤退就会沦为俘虏。
弗莱命令邓宁顿掩护撤退，邓宁顿以许多部下连武器都没有，持有单发手枪的官兵此前已朝蒙德城号幸存者开枪，没时间重新装弹为由拒绝。联盟军向圣路易号拉响最后一炮后散开，此时距联邦军已不足46米。弗莱撤退时企图逃到贝尔纳普大宅，但受伤后被俘。联盟军除弗莱外还有29人被俘，其中六人是弗莱认为有叛徒嫌疑而关起来。菲奇占领敌方工事后向舰队发信号，列克星敦号与圣路易号开到沉船阻塞河流位置，康尼斯托加号与恶毒号把蒙德城号拖往下游。联邦军进入圣查尔斯巡逻，警告居民胆敢搞游击队就把当地夷为平地。为惩戒向蒙德城号伤员开枪的行径，弗莱等20名战俘被捕。整场战斗不到四小时。

## 影响

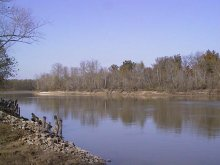
战场2003年情景

基蒂在蒙德城号烫伤，后因伤势失去一条手臂，圣路易号舰长威尔逊·麦金尼尔海军上尉继任远征指挥官。蒙德城号部分官兵没有受伤，其中军衔最高的军官吓破了胆，由康尼斯托加号军官取代，另从第46步兵团抽调58或59人充当船员。下方火炮阵地挖万人坑埋入58或59名阵亡联邦军，八名联盟军葬在圣查尔斯。辛德曼自称部队六死一伤，《南北战争战场指南》估计联邦军伤亡总数160，联盟军损失40人。第46步兵团缴获火炮期间无人重伤。史学家马里·克里斯特声称联盟军8死24伤，哈布斯认为联邦海军之所以在南北战争共有7%官兵阵亡就是因为命中蒙德城号的这一炮。联邦军伤员乘康尼斯托加号撤回孟菲斯。联邦军共俘获六门敌军火炮，四门送到孟菲斯，两门32磅炮以金属钉刺进点火孔并沉入河底。联邦军战后摧毁敌方修筑工事。
辛德曼派德克萨斯州第10步兵团增援圣查尔斯，但部队领完弹药就已经是6月17日，得知圣查尔斯失陷后撤到德瓦士布拉夫，获一个团、一个营、三个炮兵连增援。联邦军在圣查尔斯设立补给站，麦金尼尔6月18日起率舰队越过障碍继续朝怀特河上游进发。蒙德城号留在后方，维修后回归战场直到战争结束。6月19日舰队遇到零星抵抗，抵达阿肯色州克拉伦登后因水位太低暂停。菲奇带兵上岸并行军八公里，但与下马作战的联盟骑兵交手并损失55人后撤回。麦金尼尔的舰队离开克拉伦登继续北上，在门罗县水湾过夜。

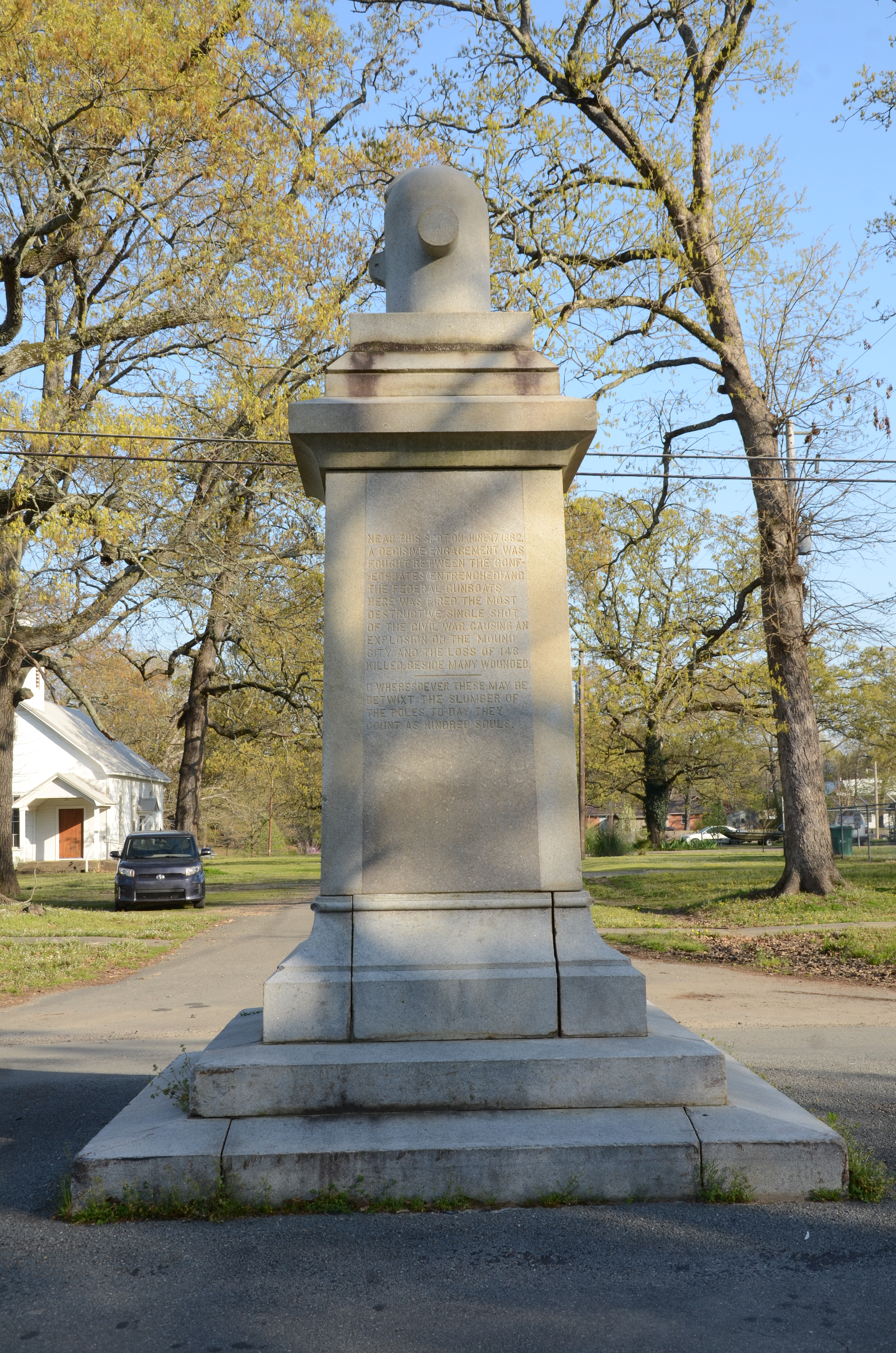
圣查尔斯之战纪念碑

领航员在夜间休整时告知麦金尼尔，如果继续北上，舰队可能因河水太浅被困，后者决定掉头。菲奇认为此时不能放弃，柯蒂斯还没拿到补给，但舰队还是在6月20日清晨掉头，25日已至河口。尤利西斯·辛普森·格兰特少将6月23日接掌孟菲斯的联邦军，得知哈勒克仍要求增援柯蒂斯后，格兰特26日派补给船队联同印第安纳州第34和43步兵团与麦金尼尔所部汇合。6月27日两军汇合，次日列克星敦号、康尼斯托加号、恶毒号护送运输和补给船驶向上游，舰队由詹姆斯·舍克（James Shirk）海军上尉指挥。舰队6月30日正午抵达克拉伦登，但因水位下降暂停推进。菲奇得知联盟军在德瓦士布拉夫建起新据点，认为没有炮艇单靠步兵无法拿下。7月3日舰队掉头，但5日又开始朝上游行进，7日再次占领克拉伦登。
柯蒂斯得知舰队无法赶到，决定切断补给线，命令部下沿怀特河行进两周。这是南北战争期间联邦军首次在没有直接补给线的情况下行动，下一次要到1863年維克斯堡戰役。柯蒂斯沿途解放黑奴，部下一路搜寻粮草、掠夺财富，重创沿线经济，一个县的财产损失就达150万美元。联盟军仅发动一次经过计划的行动阻止柯蒂斯所部。7月7日阿尔伯特·鲁斯特（Albert Rust）准将率邦联军骑兵偷袭正渡卡奇河（Cache River）的联邦军打响科顿普兰特之战（Battle of Cotton Plant），柯蒂斯所部打退来犯敌军，随后反攻击溃鲁斯特所部。麦金尼尔的舰队在克拉伦登停留到7月8日，但柯蒂斯所部次日才赶到。错过物资后柯蒂斯命令部下离开怀特河，前往密西西比河沿岸城镇海伦娜（Helena），7月12日抵达，舰队7月15日赶到。海伦娜后来是联邦军在维克斯堡战役重要的作战中心，联盟军始终没有夺回。

## 战场遗址
圣查尔斯之战部分战场入选國家史蹟名錄，得名“圣查尔斯战场”（St. Charles Battle Site）。20世纪30年代潜水员捞起河底两门大炮，贝尔纳普大宅1962年毁于火灾。1919年树立的圣查尔斯之战纪念碑（St. Charles Battle Monument）同样入选国家史迹名录，与其他南方战场纪念碑最大的区别在于纪念战争双方。

## 脚注
1. 1 2  Dougan 2018.
2. ↑  McPherson 1998，第1–4頁.
3. ↑  Shea & Hess 1998，第34–38頁.
4. ↑  Shea & Hess 1992，第286–289頁.
5. ↑  Shea & Hess 1992，第292–293頁.
6. 1 2  Shea 1994，第41頁.
7. 1 2  Christ 2012，第407頁.
8. 1 2  Shea & Hess 1992，第299–300頁.
9. ↑  Bearss 1962，第305頁.
10. ↑  Bearss 1962，第305–306頁.
11. ↑  Bearss 1962，第306–309頁.
12. ↑  McPherson 2012，第88–89頁.
13. ↑  Chatelain 2020，第132頁.
14. ↑  Palucka 2017，第73頁.
15. ↑  Bearss 1962，第309頁.
16. 1 2  Bearss 1962，第312–314頁.
17. 1 2  Chatelain 2020，第182頁.
18. ↑  Bearss 1962，第313–314頁.
19. ↑  Shea 1994，第38–39頁.
20. 1 2 3  Bearss 1962，第315–318頁.
21. 1 2 3 4 5 6 7 8 9 10 11 12 13 14 15 16 17 18  Barnhart 2006.
22. 1 2 3 4 5 6 7  Hubbs 2002，第46–50頁.
23. 1 2  Bearss 1962，第318頁.
24. 1 2 3 4 5 6 7 8 9 10  Honnoll 2018.
25. 1 2 3  Kirk 1974.
26. 1 2 3  Chatelain 2020，第181頁.
27. ↑  Bearss 1962，第321頁.
28. 1 2 3  Bearss 1962，第319–320頁.
29. ↑  Christ 2012，第414頁.
30. ↑  Bearss 1962，第322–324頁.
31. 1 2 3 4  Shea 1994，第42頁.
32. ↑  Bearss 1962，第324頁.
33. ↑  Boilers and Engines.
34. ↑  Bearss 1962，第330頁.
35. ↑  Bearss 1962，第325頁.
36. ↑  Bearss 1962，第325–326頁.
37. ↑  Scientific American 1861，第80頁.
38. ↑  Bearss 1962，第327–328頁.
39. 1 2  Bearss 1962，第328頁.
40. ↑  Bearss 1962，第329頁.
41. ↑  Bearss 1962，第333頁.
42. ↑  Bearss 1962，第335頁.
43. ↑  Bearss 1962，第332頁.
44. ↑  Kennedy 1998，第38頁.
45. 1 2  Christ 2012，第423頁.
46. ↑  Bearss 1962，第333–334頁.
47. ↑  Bearss 1962，第335–336頁.
48. ↑  Christ 2012，第415頁.
49. ↑  Bearss 1962，第336–337頁.
50. ↑  Bearss 1962，第337頁.
51. ↑  Bearss 1962，第337–338頁.
52. ↑  Bearss 1962，第343–344頁.
53. ↑  Bearss 1962，第344–345頁.
54. ↑  Bearss 1962，第346–348頁.
55. ↑  Bearss 1962，第350–351頁.
56. ↑  Bearss 1962，第357頁.
57. 1 2  Shea & Hess 1992，第300–301頁.
58. ↑  Shea & Hess 1992，第302–303頁.
59. ↑  Shea & Hess 1992，第303頁.
60. ↑  Bearss 1962，第361頁.
61. ↑  Christ 2020.